# Свешников, Олег Григорьевич
Олег Григорьевич Свешников (6 мая 1952 года, г. Карпинск) — заслуженный тренер России (1999) по хоккею с мячом. Почетный гражданин города Карпинска (1989). Руководитель футбольно-хоккейного клуба «Спутник».

## Биография
Олег Григорьевич спортом начал заниматься в школьные годы. Играл в футбол и хоккей с мячом. Любил играть в баскетбол, волейбол и другие игровые виды спорта. Выступал за дворовую команду «Спутник», которая становилась победителем городских, зональных соревнований. Высшее достижение — 4 место на финале Свердловской области на приз клуба «Кожаный мяч».
Тренирует мальчишек почти полвека — в 1969 году, ещё до службы в армии, работая в 16 летнем возрасте на Карпинском машиностроительном заводе, собрал дворовую команду из ребят десяти-двенадцати лет и участвовал с ней в соревнованиях на приз делавшего тогда первые шаги легендарного в дальнейшем детского футбольного клуба «Кожаный мяч».
Осенью 1970 года был призван на срочную службу в ряды Вооруженных сил СССР. Службу проходил вначале в сержантской учебе в Чебаркуле, а по окончании ее в Группе советских войск в Германии. Играл за часть на первенстве дивизии по футболу. Был капитаном команды. Принимал участие в международных товарищеских футбольных матчах «Дружба».
После демобилизации вернулся на Родину, восстановился на заводе, был приглашен в городскую хоккейную команду. В 1974 году на тренировке получил травму спины, затем была тяжелая операция и годы реабилитации. С 1975 году продолжил трудовую деятельность на производстве и по вечерам и в выходные дни продолжал заниматься с детьми на общественных началах, а потом окончательно занялся тем, что и стало делом всей жизни.
Первый серьёзный успех — подопечные Олега Свешникова стали победителями и призёрами первенства Свердловской области по футболу и хоккею. В 1982 году воспитанник Олега Свешникова Виктор Нуждин в составе сборной Советского Союза становится чемпионом мира среди юношей. В дальнейшем он выиграл ещё множество различных наград, четырежды включался в список «22 лучших игрока сезона». Бронзовым призёром чемпионата мира в составе сборной Казахстана, чемпионом СССР и СНГ в составе алма-атинского «Динамо» становился карпинец Алексей Курочкин. Не перечислить всех учеников Олега Свешникова, завоёвывавших медали различного достоинства в составе сборных младших возрастов. Не случайно и сам Олег Григорьевич возглавлял эти команды.
Впервые команда «Спутник» выехала на Всесоюзные соревнования на приз клуба «Плетеный мяч» в 1985 году, где заняла 4 место. Это большой успех. Через год команда становится победителем этого престижного турнира, финал которого проходил в городе Нижняя Тура Свердловской области.
Наибольшего успеха добилась команда клуба 1985 года рождения. Впервые выехав на товарищеские игры в город Юсдаль (Швеция), она провела 4 товарищеских встречи и во всех одержала победы. После этих побед, шведские спортивные руководители предложили нашей команде сыграть в финальных играх Кубка северных городов Швеции. Юные россияне, борясь за бронзовые медали с одним из шведских клубов, одержали победу со счетом 4:2 и были награждены бронзовыми медалями.
В 2000 году команда на первенстве России становится серебряным призером среди юношей и получает право на участие в юношеском Кубке мира по хоккею с мячом в городе Больнес (Швеция). Из 17 команд впервые в истории проведения Кубка мира встретились в финале две русские команды: Заря (Новосибирск) — Спутник (Карпинск). Уступив в этой игре своим соотечественникам, карпитнские мальчишки завоевали серебряные награды. Эта же команда дважды (1998 и 1999) становилась чемпионом Свердловской области по футболу среди юношей своего возраста.
В 2002 году на зональных играх первенства России (п. Мулловка, Ульяновская область) команда становится победителем и получает Кубок из рук Губернатора Ульяновской области Героя России В. А. Шаманова.
Главная гордость Олега Свешникова — тренерская и отцовская — это его сын. Заслуженный мастер спорта, шестикратный чемпион мира, десятикратный чемпион России Михаил Свешников, многолетний капитан национальной сборной страны с конца 1990-х на протяжении примерно десяти лет был бесспорно игроком № 1 в хоккее с мячом. На недавнем чемпионате мира в Сандвикене Свешников-младший входил в тренерский штаб сборной России.
Михаил Свешников ещё в середине 1990-х годов уехал играть в шведский Юсдаль, да и остался там, женился на шведке. Никто бы не удивился, если бы вслед за сыном перебрался туда и Олег Григорьевич — нет сомнений, что в идеальных условиях, созданных для хоккея с мячом в этом городе, опытнейший тренер подготовил бы ещё не одну хоккейную звезду. Шведскую. Но он остаётся в родном Карпинске продолжает возиться с местными мальчишками, стараясь вырастить из них если не чемпионов, то настоящих мужчин с сильным характером.
Дмитрий Сидоров, воспитанник хоккейного клуба «Спутник» (Карпинск), ведущий игрок команды «Уральский трубник» (Первоуральск):
Олег Григорьевич – хороший психолог и грамотный тренер. Мы его побаивались и уважали одновременно. Большой выдумщик – помню, делил нас на четвёрки, мы играли в зале во флорбол, а победителям Свешников вручал медальки, привезённые из Швеции. Честно говоря, я сейчас даже удивляюсь, как он в таких условиях столько хоккеистов воспитал. Климат всё теплее, и играть сейчас, по сути, можно только три месяца в году, ближайший каток с искусственным льдом, хотя бы шайбный, в Серове, а это 40 километров от Карпинска, но Свешников умудрялся нас и туда вывозить. На стадионе в Карпинске не было гасящих сеток, поэтому если пробил мимо ворот – иди потом полчаса ищи мячик в сугробе. А мячи – дефицит. Мы их даже подписывали, и каждый за свои отвечал.
За годы в команде Спутник выросли: мастер спорта Алексей Курочкин серебряный призер чемпионата мира среди юниоров, чемпион СССР в составе команды мастеров Динамо (Алма-Ата). Чемпионом мира среди юношей и бронзовый призер чемпионата мира среди юниоров стал Анатолий Еленский. Серебряными призерами чемпионата мира среди юношей становились Андрей Янушевский, Андрей Горяйнов, Максим Кузнецов, Гордей Шмик, Роман Спиридонов, Александр Опарин. Бронзовыми призерами чемпионата мира среди юношей в составе сборной Казахстана стали: Ильдар Хасанов и Евгений Кондаков.
Большую лепту в славу карпинского хоккея внесли: А. Егорычев, А. Бычихин, И. Зырянов, О. Чикайда и другие.

## Известные воспитанники
- Заслуженный мастер спорта России Михаил Свешников (сын Олега Григорьевича)

- Чемпионы мира среди юношей и юниоров мастера спорта Виктор Нуждин, Александр Марковкин[5] и Александр Усов[6]

## Награды и звания
- Отличник народного просвещения РСФСР

- Почётный знак «За развитие физкультуры и спорта»

- Почётный знак «За заслуги в развитии хоккея с мячом России» (2013)

- Нагрудный знак «Отличник физической культуры и спорта»

- Заслуженный тренер России по хоккею с мячом (1999)

- Почетный гражданин города Карпинска (1989)